# Gérard Castella
Gérard Castella (2 maggio 1953) è un allenatore di calcio ed ex calciatore svizzero, di ruolo centrocampista.

## Palmarès

### Allenatore
- Campionato svizzero: 1

Servette: 1998-1999